# Valerij Vasiljev
Valerij Ivanovič Vasiljev (rusky Валерий Иванович Васильев; 3. srpna 1949 Gorkij – 19. dubna 2012) byl ruský lední hokejista, který byl dlouholetým členem sovětské reprezentace. Od roku 1998 je členem Síně slávy Mezinárodní hokejové federace.

## Kariéra

### Klubová kariéra
S hokejem začal v rodném městě v týmu Torpedo Gorkij, ovšem jeho talent nezůstal nepovšimnutý a brzy přestoupil do Dynama Moskva. Tam odehrál podstatnou část své kariéry. Patřil mezi nejlepší obránce sovětské ligy a osmkrát byl jmenován do All-star týmu. Ligovou soutěž však nikdy nevyhrál, neboť v době jeho působení sovětskému hokeji vládl moskevský CSKA. Kariéru v nejvyšší lize ukončil v roce 1984 s bilanci 619 utkání a 71 branek. Později hrál za Molot Perm ve druhé nejvyšší soutěži a na přelomu osmdesátých a devadesátých let pak ještě krátce v Maďarsku za Újpesti TE a ve druhé bundeslize.

### Reprezentace
V sovětské reprezentaci hrál třináct sezón (1970 až 1982), část z toho ve funkci kapitána národního týmu. Dvakrát se stal olympijským vítězem, desetkrát mistrem světa a přispěl také k vítězství SSSR na Kanadském poháru 1981. Také na mezinárodní scéně byl nepřehlédnutelnou osobností. Vynikal spolehlivou obrannou hrou a přesnými přihrávkami. Ve 285 zápasech vstřelil 43 gólů. Na světových šampionátech byl třikrát vyhlášen nejlepším obráncem a čtyřikrát jmenován do All-star týmu.

## Úspěchy a ocenění
Týmové
- olympijský vítěz 1972, 1976, stříbrná olympijská medaile 1980
- mistr světa v letech 1970, 1973, 1974, 1975, 1978, 1979, 1981 a 1982, stříbro z let 1972 a 1976, bronz v roce 1977
- vítěz Kanadského poháru 1981, třetí místo v roce 1976

Individuální
- člen All-star týmu sovětské ligy v letech 1973, 1974, 1975, 1976, 1977, 1978, 1979 a 1981
- nejlepší obránce mistrovství světa 1973, 1977, 1979
- člen All-star týmu mistrovství světa 1975, 1977, 1979, 1981
- člen Ruské a sovětské hokejové síně slávy
- člen Síně slávy Mezinárodní hokejové federace od roku 1998
- je držitel několika státních vyznamenání Sovětského svazu

## Smrt
Zemřel v dubnu 2014.